# انعاعمة (اجمايل)
انعاعمة هو دُوَّار يقع بجماعة بوكدرة، إقليم آسفي، جهة مراكش آسفي في المملكة المغربية. ينتمي الدوّار لمشيخة اجمايل التي تضم 13 دوار. يقدر عدد سكانه بـ 275 نسمة حسب الإحصاء الرسمي للسكان والسكنى لسنة 2004.

## روابط خارجية
- البوابة الوطنية للجماعات الترابية
- المندوبية السامية للتخطيط